# Морьянцы
Морьянцы (укр. Мор'янці) — село в Яворовской городской общине Яворовского района Львовской области Украины.
Население по переписи 2001 года составляло 489 человек. Занимает площадь 1,13 км². Почтовый индекс — 81036. Телефонный код — 3259.